# Il figlio di Ramses - Il libro proibito
Il libro proibito (Le Livre interdit) è il secondo libro della serie Il figlio di Ramses, scritto da Christian Jacq nel 2015 e pubblicato in Italia nel 2016.

## Trama
Sekhet, il suo cane nero Geb e il suo tutore il Vecchio riescono a sfuggire da Keku, il mago nero padre della ragazza che ha trafugato il Vaso di Osiride, e si rifugiano in una casa di contadini. Sekhet trova poi rifugio dalla Superiora a sud di Menfi, dalla quale supera un rituale in onore di Sekhmet e riceve una benda rossa, il tessuto della leonessa divina, modellata dalle sette fate. I fratelli Setna e Ramesse decidono di andare a cercarla, ma i loro rapporti restano comunque pessimi, in quanto entrambi amano la stessa donna. Ched e i suoi compagni Ugge, Ruti e Nemo sfuggono a un'imboscata a Tebe e tornano a Menfi, dove trovano Kalash e, usando un suo sottoposto come esca, tentano invano di catturarlo. Infiltratosi nella villa di Keku, Ugge scopre poi i rapporti tra Keku e Kalash, che rivelano che Sekhet si è rifugiata nel villaggio delle Gazzelle, a sud di Menfi. Keku attira Ugge e Ruti verso un falso Vaso di Osiride, e riesce anche a trovare il modo di pedinare il generale Ramesse, rintracciandolo tramite il bracciale che lui stesso gli aveva donato poco tempo prima impregnato della magia nera.
Setna raggiunge intanto il Vecchio e il suo asino Vento del Nord, e il trio si dirige alla tomba maledetta profanata dal mago nero, per accedere alla quale ottengono l'approvazione della Sfinge a Giza. Giunto alla tomba, Setna scopre dell'esistenza del libro di Thoth, contenente formule efficaci per contrastare la magia nera e nascosto in un luogo supremo. Il governatore di Menfi viene invece assassinato da Kalash, e il Vecchio viene accusato del delitto, salvo poi farsi scagionare da Setna. Quest'ultimo interroga poi il sommo sacerdote di Ptah e l'archivista; quest'ultimo, pagato da Kalash, tenta di farlo uccidere dandogli una falsa ubicazione del Libro di Thoth, sostenendo che sia in mano al sacerdote Neferkaptah. Arrivato alla necropoli di Menfi, Setna viene sfidato da una mano invisibile al gioco del senet, dove in palio vi è la vita; Setna riesce a vincere con grandi difficoltà, ma amareggiato di essere comunque caduto in una trappola interroga di nuovo l'archivista, il quale gli confessa di essere stato corrotto dal siriano Kalash e che il Libro di Thoth si trova in mezzo al fiume, a Copto, in una serie di scrigni. Setna riesce a trovare il libro di Thoth nonostante le varie trappole, poi ne ricopia le due formule, intinge il papiro nella birra, lo fa dissolvere in una brocca d'acqua e beve l'acqua stessa: bevendo il libro, Setna può ora percepirne la portata e ricordarsene le formule. Ma durante il ritorno a casa, una terribile corrente fa ribollire il Nilo, e subito i marinai, ritenendo Setna il responsabile dell'imminente disastro avendo lui assorbito il libro di Thoth, lo gettano in acqua. La triste notizia della morte di Setna viaggia così in tutta la terra dei Faraoni... ma Sekhet è spontaneamente convinta che il principe sia ancora vivo.

## Personaggi
- Setna: secondogenito del Faraone, con l'unico obiettivo di diventare scriba, si innamorerà di Sekhet, ma si ritroverà invischiato in un complotto mortale. Il suo nome attuale, Khaemwaset, "Colui che è apparso in gloria a Tebe", indica un eroe della letteratura romanzesca egizia sotto il nome, appunto, di Setna.
- Ramesse: figlio maggiore primogenito del Faraone Ramses II e di Iset, e ambizioso generale dell'Egitto. Come Setna, anche lui ama Sekhet e ambisce a sposarla.
- Sekhet: figlia di Keku, sacerdotessa di Sekhet e considerata una delle donne più belle di Menfi. Detesta i militari, come dimostra rifiutando i tentativi di corteggiamento da parte del generale Ramesse, un altro figlio di Ramses.
- Ramses II: Faraone d'Egitto.
- Ched: detto il Salvatore dopo la campagna in Nubia nei primi capitoli del primo libro, è amico di Setna e Ramesse. Abile generale e soldato, diventerà direttore della Casa delle Armi, e aiuterà, indirettamente o meno, i protagonisti nella loro indagine.
- Ugge, Ruti e Nemo: sono i tre compagni di Ched il Salvatore, alti, atletici e molto forti. Ugge ha i capelli rossi, è spesso silenzioso ed è noto per aver fatto strage di ittiti nella famigerata battaglia di Qadesh; Ruti, attaccatissimo ai piaceri della vita, è invero capace di colpire con precisione e senza pietà; Nemo, il lamentoso, ha una passione per le cipolle, ma la sua forza gli consente addirittura di annientare cinque energumeni come lui.
- Il Vecchio: patrigno di Sekhet, discende da una lunga stirpe che alcuni fanno risalire al regno del primo Faraone, Narmer, è molto severo, e adora il vino, tanto che è anche proprietario di una vigna nei dintorni di Menfi, capitale economica dell'Egitto. Dopo la seconda metà del primo libro farà di tutto per proteggere Sekhet, anche perché, nel primissimo capitolo del libro, sarà testimone di un sacrilegio orribile. Stranamente, i suoi vini funzionano come elisir.
- Sobek: nuovo capo della polizia, succeduto a quello precedente nel primo libro.
- Kalash: un siriano, in verità sicario di Keku. Falsamente descritto come uno con famiglia, sterminata dagli egizi dopo la battaglia di Qadesh, odia tutto l'Egitto, e fa la sua prima apparizione fisica nel secondo libro, dopo che il suo nome è apparso nel primo.
- Keku: padre di Sekhet, è prossimo a diventare Ministro dell'Economia, ma dopo la seconda metà del primo libro egli rivelerà il suo vero carattere, malvagio e spietato.

## Edizioni
- Christian Jacq, Il figlio di Ramses - Il libro proibito, traduzione di Stefania Barontini Conversano, Mantova, Tre60, 3 marzo 2016,  p. 272, ISBN 978-88-6702-306-6.

- Christian Jacq, Il figlio di Ramses - Il libro proibito, collana Super TEA, traduzione di Stefania Barontini Conversano, Mantova, TEA, 15 giugno 2017,  p. 242, ISBN 978-8850246458.

- Christian Jacq, Il figlio di Ramses - Il libro proibito, collana Romanzi storici best seller, traduzione di Stefania Barontini Conversano, Mantova, TEA, 5 aprile 2024,  p. 256, ISBN 9788850268535.